# ستانويل بارك

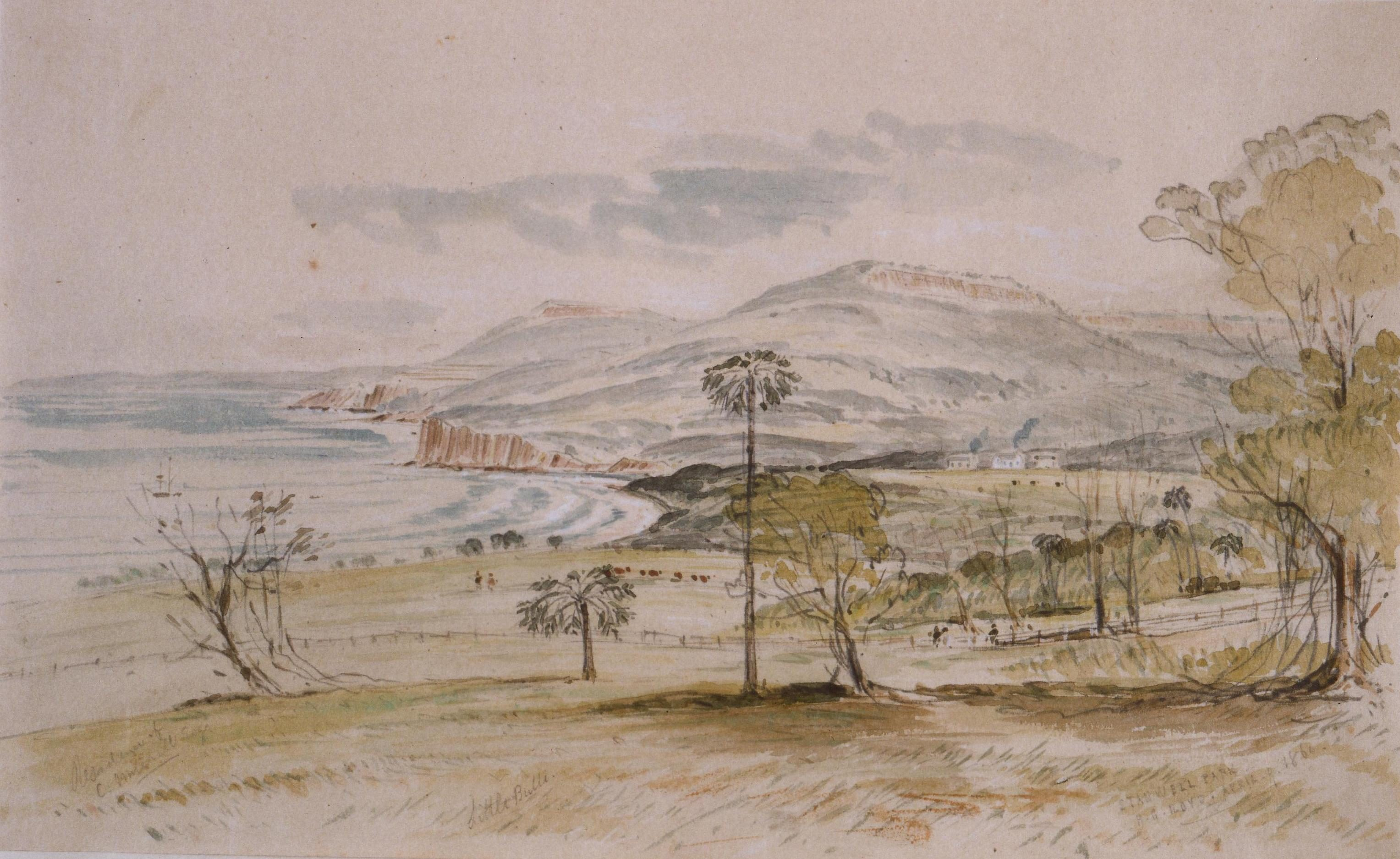
Le premier dessin de Stanwell Park, peint de Henry Grant Lloyd en 1860 (avec les remerciements de la Bibliothèque Mitchell)

ستانويل بارك (3961)نسمة هي قرية تقع على المحيط الهادئ شمال ولونغونغ بمنطقة Illawarra في نيو ساوث ويلز في أستراليا.

## تاريخ القرية
ستانويل بارك كان الاسم الذي أُطلق على المزرعة التي شيدت على الأراضي التي جرى تسليمها لماثيو جون جيبونز في 1824. حصل هذا الشخص على معظم الوادي المعروف باسم ليتل بولي، والذي يتضمن في عصرنا الحالي ستانويل بارك بالإضافة ل Coal cliff. حيث أطلق السكان الأصليين على الجزء الشمالي من اراولايإ اسم بولي وهو ما يعني مرتفع، بولي لا يزال اسما يطلق على قرية أخرى تقع جنوب ستانويل بارك.

## أنشطة
ستانويل بارك هي المكان الأكثر شعبية في أستراليا لممارسة أنشطة الطيران الشراعي والقفز المظلي. حيث يقوم ممارسو الطيران الشراعي بالإقلاع من على منحدر تل Bald Hill في اتجاه البحر. وفقا لنسيم البحر الذي يرتفع على المنحدرات، قد يكون التحليق على طول الجرف مع إمكانية الهبوط على الشاطئ.